# Fabíula Nascimento
Fabíula Nascimento (Curitiba, Paraná, 18 de agosto de 1978) es una actriz brasileña.

## Vida privada
Estuvo casada con el actor Alexandre Nero entre 2001 a 2011. En 2012, empieza su relación con George Sauma, que es 11 años menor que ella.

## Filmografía

### Televisión
| Año       | Título                | Personaje                     |
| --------- | --------------------- | ----------------------------- |
| 2008      | Casos e Acasos        | Susy                          |
| 2008      | Casos e Acasos        | Lúcia                         |
| 2008      | La favorita           | Luzia                         |
| 2009      | Maysa                 | recepcionista de hotel Maysa  |
| 2009      | A Grande Família      | Fátima                        |
| 2009-2011 | Asuntos internos      | Jaqueline                     |
| 2010      | Por Toda Minha Vida   | Matilde de Lutiis             |
| 2010      | Junto & Misturado     | Fabíula                       |
| 2011      | Tapas & Beijos        | Samantha                      |
| 2012      | Avenida Brasil        | Olenka                        |
| 2013      | El canto de la Sirena | Marina de Ogum                |
| 2013      | Preciosa perla        | Matilde Meyer                 |
| 2014      | Boogie Oogie          | Cristina                      |
| 2015      | I Love Paraisópolis   | Paulucha Rocambole            |
| 2016      | Velho Chico           | Eulália (1ª fase)             |
| 2018      | Segundo Sol           | Cláudia Batista (Cacau)       |
| 2019      | Suerte de vivir       | Mariana Prado Monteiro (Naná) |

### Cine
| Año  | Título                         | Personaje  |
| ---- | ------------------------------ | ---------- |
| 2005 | Sem Ana                        | Adriana    |
| 2007 | Estômago                       | Íria       |
| 2010 | Reflexões de um Liquidificador | Milena     |
| 2010 | Não Se Pode Viver sem Amor     | Gilda/Cida |
| 2011 | Bruna Surfistinha              | Janine     |
| 2011 | Corpos Celestes                | Mulher     |
| 2011 | Amor?                          | Julia      |
| 2011 | Cilada.com                     | Suzy       |
| 2012 | Brichos - A Floresta é Nossa   | [ 9 ]      |
| 2014 | S.O.S. Mulheres ao Mar         | Luiza      |